# ديكستروميثورفان
ديكستروميثورفان هو دواء مضاد للسعال من فئة المورفين يمتلك خاصية مهدئة. وهو واحد من الأدوية الفعالة التي تباع من غير وصفة طبية لعلاج ومكافحة البرد والسعال، ومسجل بعلامات تجارية مثلBenylin DM،Mucinex DM،Robitussin ،NyQuil، Dimetapp،Coricidin،Delsym،TheraFlu، وغيرها. وقد وجد للديسكتروميثورفان استخدامات عديدة أخرى في الطب، بدءًا من تخفيف الآلام، إلى التطبيقات النفسية ل علاج الإدمان، ويباع كشراب، أقراص، رذاذ، وأقراص للمّص.في شكله النقي يكون الديكستروميثورفان على شكل مسحوق أبيض.
يستخدم أيضا لغايات الإدمان.عند استخدام الدواء بجرعات أعلى من الحد الأقصى المحدد، يعتبر الدواء من المهلوسات. وآلية عمله لها عدة طرق، فهو بمثابة مثبط امتصاص غير انتقائي للسيريتونين  ووشبيه بمستقبل سيغما1.
الديكستروميثورفان والمستقلب الرئيسي لها (ديكستروفان)، وفي الجرعات العالية يعمل على تثبيط المستقبل مستقبل ن-مثيل-د-أسبارتات، مما يسبب حالة من الانفصال والهلوسة شبيهة بتلك التي تسببها أدوية التخدير المهلوسة. كذلك، للالميثوكسيفينان3 وهو مستقلب من ديكستروفان ينتج تأثير مخدر موضعي في الفئران مع قوة تفوق الديكستروفان، ولكن أقل من الديكستروميثورفان.

## الاستخدام الطبي

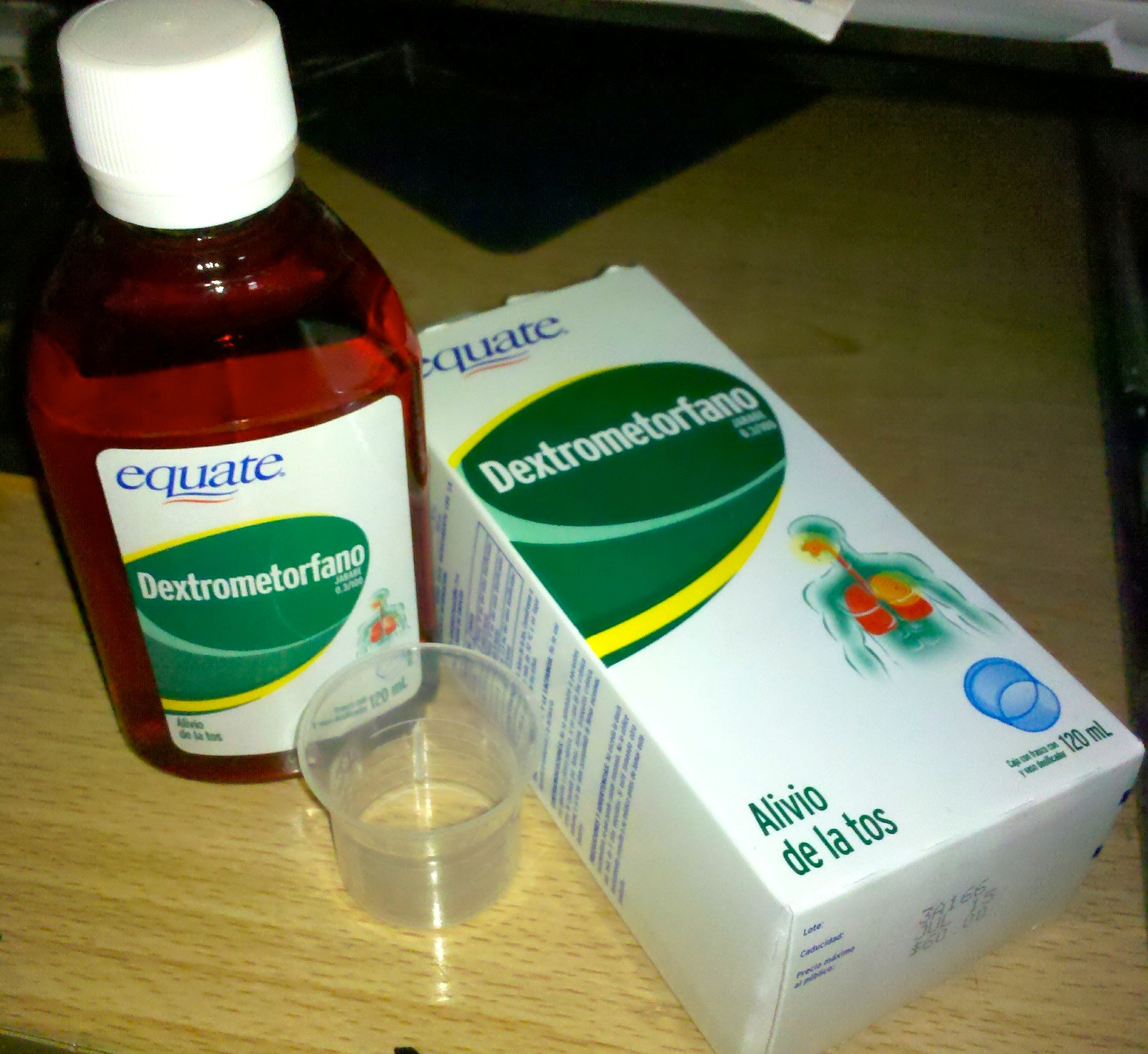
شراب ديكستروميثورفان عام

الاستخدام الرئيسي للديكستروميثورفان هو لإيقاف السعال، ولراحة مؤقتة من السعال الناجم عن التهاب بسيط في الحلق وتهيج الشعب الهوائية (مثل التي ترافق عادة الإنفلونزا ونزلات البرد)، فضلًا عن تلك الناجمة عن مهيجات الجسيمات المستنشقة.

في عام 2010، وافقت إدارة الأغذية والعقاقير تركيبة المنتج دإكسترومثورفن/ الكوينيدين لعلاج التقلقل العاطفي. 

## استخدامه كمخدرات

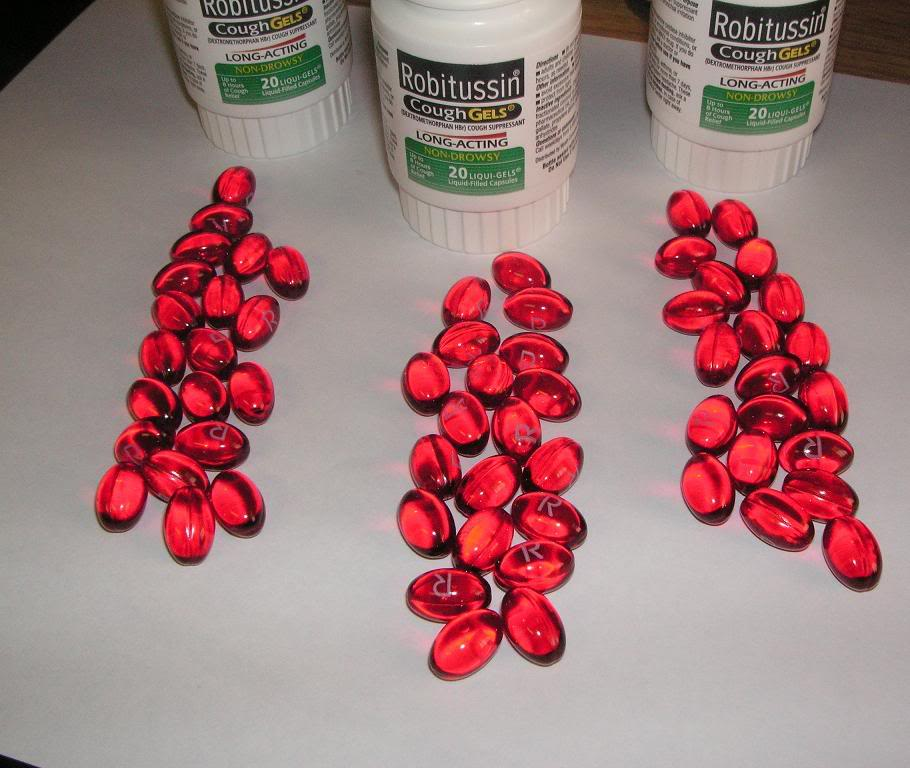
كبسولات ديكستروميثورفان

الأدوية بغير وصفة طبية عادة ما يتم استخدامها بطريقة غير صحيحة وعادة لغايات اخرى. الديكستروميثورفان والمستقلب الرئيسي لها ديكسترورفان وفي الجرعات العالية يعمل على تثبيط المستقبل مستقبل ن- مثيل- د- أسبارتات، مما يسبب حالة من الانفصال والهلوسة شبيهة بتلك الناتجة عن الكيتامين، مثل الأدوية المسببة للتفارق. 
قد تنتج تشوهات في المجال البصري، والإثارة، وكذلك النشوة وفقدان ادراك الزمن، والاستجابة إلى صوت الموسيقى. ويتبع الديكستروميثورفان سلوك غير خطي في إنتاج تأثير مخدرة ولذلك يكون التأثير على مراحل. وعادة تكون حالة إتزان.

## الآثار السلبية
الآثار الجانبية لاستخدام ديكستروميتورفان يمكن أن تشمل:
في الجرعات العادية:
- هيئة طفح جلدي / الحكة (انظر أدناه)
- غثيان
- قيء
- نعاس
- دوران
- الإمساك
- الإسهال
- مهدئ
- ارتباك
- الهلع
- هلوسة مغلقة العين

وتشمل الآثار الجانبية النادرة للاكتئاب في الجهاز التنفسي. وهو يعتبر أقل إدمانا من المواد الأفيونية كالكوديين.
في الجرعات الثلاث إلى 10 أضعاف الجرعة العلاجية الموصى بها:
- زيادة الطاقة
- زيادة الثقة
- غثيان خفيف
- عدم الراحة
- أرق
- السرعة/ الحديث بسرعة
- مشاعر قوية
- اتساع البؤبؤ / العين الزجاجية (ولكن من غير احمرار).

وفي جرعات 15-75 أضعاف الجرعة العلاجية الموصى بها:
- الهلوسة
- الانفصال
- قيء
- عدم وضوح الرؤية و/ أو الرؤية المزدوجة
- احمرار العين
- اتساع حدقة العين
- تعرق
- حمى
- انخفاض ضغط الدم
- ارتفاع ضغط الدم
- عدم انتظام دقات القلب
- تنفس ضحل
- الإسهال
- احتباس البول
- تشنجات العضلات
- مهدئ
- النشوة
- تنمل
- فقدان البصر
- عدم القدرة على التركيز
- الطفح الجلدي

ديكستروميثورفان يمكن أيضا أن يسبب اضطرابات هضمية أخرى، وكان يعتقد أنها تسبب آفات أولني عندما تعطى عن طريق الوريد، وقد اثبت ذلك في وقت لاحق، نظرًا لعدم وجود بحوث على البشر، وأجريت الاختبارات على الفئران، ومنحهم 50 ملغ في كل يوم لمدة شهر.
وقد لوحظت تغييرات عصبية وظهور فجوات، وقد لوحظ في الخلفية الحزامية والقشور خلف الطحال من الفئران بسبب مضادات ال PCP وليس مع الديكستروميثورفان.في العديد من الحالات الموثقة، أنتج الديكستروميثورفان الإدمان النفسي في الناس الذين استخدموه كمخدرات.
ومع ذلك، فإنه لا ينتج الإدمان البدني، وفقا للجنة منظمة الصحة العالمية للإدمان على المخدرات 
على الرغم من أن الديكستروميثورفان أيضًا بمثابة مثبط امتصاص السيروتونين)SRI(.
المستخدمين يصفون هذا الاستخدام الإدماني إذا كان منتظم على مدى فترة طويلة من الزمن فإنه يمكن أن يسبب أعراض الانسحاب مماثلة لتلك التي تنتج من متلازمة انقطاع مضادات الاكتئاب. بالإضافة إلى ذلك، تم الإبلاغ عن اضطرابات في: النوم، والحواس، الحركة، والمزاج، والتفكير.

### موانع الاستخدام
لأن ديكستروميثورفان يمكن أن يؤدي إلى تحرر الهيستامين (تفاعل الحساسية)، والأطفال التأتبي، الذين هم عرضة بشكل خاص لأمراض الحساسية، ويجب عدم استخدام الديكستروميثورفان إلا عند الضرورة القصوى، وفقط تحت رقابة صارمة من طبيب مختص.

### تفاعلات المخدرات
لا ينبغي أن يؤخذ ديكستروميثورفان مع مثبطات أوكسيديز  نظرًا لاحتمال حدوث متلازمة السيروتونين، وهي حالة ربما تهدد الحياة التي يمكن أن تحدث بسرعة، وذلك بسبب تراكم كمية زائدة من مادة السيروتونين في الجسم. ديكستروميثورفان يمكن أيضا أن يسبب متلازمة السيروتونين عند استخدامها مع أدوية مثبطات إعادة امتصاص السيروتونين الاختيارية، وهو التفاعل الذي تم توثيقه في الحالات السريرية حيث يتم أخذ ديكستروميثورفان بجرعات مخدرة، وقد اقترح الرابط بين الجرعات العلاجية من ديكستروميثورفان ومتلازمة السيروتونين إلى أن تكون أقل تداخلا.

### التفاعلات الغذائية
ينبغي توخي الحذر عند اتخاذ ديكستروميثورفان عند شرب عصير الجريب فروت أو تناول الجريب فروت، لأن المركبات في الجريب فروت تؤثر على عدد من الأدوية، بما في ذلك ديكستروميثورفان، من خلال تثبيط النظام السيتوكروم P450 في الكبد، ويمكن أن يؤدي إلى تراكم مفرط وبقاء الآثار لفترات طويلة. الجريب فروت وعصير الجريب فروت (عصير الجريب فروت الأبيض خاصة، ولكن أيضا بما في ذلك الحمضيات الأخرى مثل البرغموت والليمون). عادة ينصح بعدم أخذ أدوية أخرى أثناء التداوي ب الديكستروميثورفان.

### الفحوصات المخبرية
ويتم اختبار هذا الدواء إما عن طريق الدم أو عن طريق البول، في الدم يمكن أن تكون إما المصل أو البلازما يتطلب من البول فقط 2 مل كحد الأدنى.

## الكيمياء
ديكستروميثورفان هو نظير ميمن من ليفوميثورفان، وتركيبته الكيميائية ايسر من لفورفانول، وكلاهما يعتبر من المسكنات الأفيونية، واسمه العلمي هو:(+) -3 -methoxy-17-methyl-9α,13α,14α-morphinan.
شكله النقي، يكون ديكستروميثورفان، مسحوق براق أبيض عديم الرائحة، وهو قابل للذوبان بحرية في الكلوروفورم وغير قابل للذوبان في الماء، إن ملح الهيدروبروميد قابل للذوبان في الماء وتصل ذائبيته إلى 1.5g/100 mL مل عند 25 درجة مئوية.
الديكستروميثورفان يتوفر عادة باسم الملح هيدروبروميد أحادي الإماهة، ولكن بعض الصياغات الجديدة الموسعة تحتوي على ديكستروميثورفان مرتبط بمادة ريسينية تقوم بالتبادل الأيوني على أساس البوليسترين حمض السلفونيك، وتناوب الديكستروميثورفان في الماء + 27,6 ° (خط - د- للصوديوم، 20c °).

## دوائيته

### ديناميكيته
تبين دإكسترومثورفن امتلاك الخصائص التالية، وذلك على أساس نتائج الأنسجة الحيوانية
القيم كي المنخفضة تعني تقارب قوي أو ارتفاع قوي. القيم كي عالية يعني ضعف الربط إلى الهدف أو تقارب منخفض:
- Uncompetitive NMDA receptor (PCP site) antagonist (Ki = 7,253 nM).[21]
- σ1 and σ2 sigma receptor agonist (Ki = 205 nM and 11,060 nM, respectively).[21]
- α3β4-, α4β2-, and α7-nACh receptor (Ki = in the μM range) antagonist. Dextromethorphan binds to nicotinic receptors in frog eggs (Xenopus oocytes), human embryonic kidney cells and mouse tissue. It inhibits the antinociceptive (pain killing) action of nicotine in the tail-flick test in mice, where mouse tails are exposed to heat, which makes the mouse flick its tail if it feels pain.[22][23][24]
- μ-, δ-, and κ-opioid receptor agonist (Ki = 1,280 nM, 11,500 nM, and 7,000 nM, respectively) [25]
- SERT and NET inhibitor (Ki = 23 nM and 240 nM, respectively) [6][25][26][27]

NADPH oxidase inhibitor. *
التجاذب مع بعض المستقبلات المذكورة هي نسبيًا قليلة جدًا وربما تكون غير مهمة، مثل ملزم لمستقبلات NMDA ومستقبلات المواد الأفيونية، حتى في الجرعات العالية المخدرة، وبدلا من القيام بدور مضاد المباشر للمستقبلات NMDA نفسها، ديكستروميثورفان بمثابة دواء أولي ما يقرب من 10 أضعاف أكثر فعالية من المستقبل dextrorphan، وهو وسيط حقيقي من آثاره فصامي  ، (+) - 3-methoxymorphinan، المستقلب الرئيسي الآخر ديكستروميثورفان، وآثاره ليست واضحة تماما.

### الحركية الدوائية
بعد تناوله عن طريق الفم، يُمتص ديكسترومثورفن بسرعة من الجهاز الهضمي، حيث يدخل مجرى الدم ويعبر حاجز الدم في الدماغ.
وفي الجرعات العلاجية، ديكستروميثورفان يعمل مركزيًا (بمعنى أنه يعمل على الدماغ)، وإنه يرفع الحد الأدنى للسعال، ويمتص ديكستروميثورفان بسرعة من الجهاز الهضمي ويتم تحويله إلى ديكستروفان الأيض عن طريق أنزيم السيتوكروم P450 CYP2D6. متوسط الجرعة اللازمة للعلاج السعال فعال ما بين 10 و45 ملغ، وهذا يتوقف على الفرد. وتوصي الجمعية الدولية لدراسة السعال " الجرعة الأولى من الدواء هي 60 ملغ للبالغين وقد كرر أنه يجب أن تكون جرعات متكررة  ،
و مدة العمل بعد تناوله عن طريق الفم هو حوالي 3-8 ساعات لديكستروميثورفان.

### الأيض
الإستقلاب الأول من خلال الكبد لبعض المخدرات يجري استقلابه بواسطة O-نزع الميثيل إلى المستقلب النشط للديكستروميثورفان ويدعى DXO
هو مشتق 3-هيدروكسي من ديكستروميثورفان. ويعتقد أن النشاط العلاجي للديكستروميثورفان يكون ناجمًا عن كل من المخدر وهذا المستقلب الأيضي . ديكستروميثورفان أيضا يخضع N-نزع الميثيل (ل3-methoxymorphinanأو MEM)،  والتصريف الجزئي مع الحامض الكبريت والغلوكورونيك. وبعد ساعات من العلاج ديكستروميثورفان، (في البشر) ونواتج الأيض (+) - 3-هيدروكسي -N-methylmorphinan، (+) - 3-morphinan، وآثار المخدرات على حالها قابلة للكشف في البول 
محفز الأيض الرئيسية المشاركة هو أنزيم السيتوكروم P450 المعروفة باسم 2D6، أو CYP2D6. وجزء كبير من السكان لديه نقص وظيفي في هذا الأنزيم، والمعروفة باسم ضعيفي الأيض ب YP2D6
O-نزع الميثيل من DXM إلى DXO يساهم في 80٪ على الأقل من DXO تشكلت خلال عملية التمثيل الغذائي DXM. كما CYP2D6 هو المسار الأيضي الأغلب في تثبيط دإكسترومثورفن، ويمكن زيادة مدة العمل والآثار المترتبة على دإكسترومثورفن بنسبة يصل إلى ثلاثة أضعاف في مثل ضعيفي الأيض. وفي دراسة واحدة على 252 الأميركيين، تم العثور على 84.3٪ أن تكون «سريعة» (واسعة) الأيض، 6.8٪ «وسيطة» الأيض، وكان 8.8٪ «بطيء» الأيض من DXM.
ومن المعروف أن عددا من البديلات لCYP2D6، بما في ذلك العديد من المتغيرات غير نشطة تماما، وتوزيع البديلات غير متكافئ بين المجموعات العرقية.
وهناك عدد كبير من الأدوية والمثبطات قوية لل CYP2D6. وبعض أنواع من الأدوية المعروفة لمنع CYP2D6 تشمل بعض مثبطات امتصاص السيروتونين الانتقائية ومضادات الاكتئاب ثلاثية الحلقات، وبعض مضادات الذهان، ومضادات الحساسية والديفينهيدرامين المتاحة عموما.ولذلك فإن إمكانات التفاعلات المهمة قد تحدث بيندإكسترومثورفن والأدوية التي تحول دون هذا الأنزيم، لا سيما في الأيض بطيئة. ويتم استقلاب DXM أيضا CYP3A4. ويتم إنجاز N-نزع الميثيل في المقام الأول CYP3A4، مما يساهم في 90٪ على الأقل من MEM كما شكلت المستقلب الرئيسي للDXM.
ويدخل عدد من الإنزيمات CYP أخرى في مسارات ثانوية الأيض DXM.
CYP2B6 هو في الواقع أكثر فعالية من CYP3A4 في N-نزع الميثيل من DXM، ولكن الفرد العادي يحتوي على نسبة أقل من ذلك بكثير في الكبد CYP2B6نسبة إلى CYP3A4، يتم تحفيز معظم N-نزع الميثيل من DXM عن طريق CYP3A4.

## تاريخيًا
كان أول وصف رسمي له باسم racemorphan في طلب البراءة السويسري والولايات المتحدة من هوفمان-لاروش في عام 1946 و1947، على التوالي؛ منحت براءة اختراع في عام 1950. ونشرت حل الدولتين إيزومرات racemorphanمع حمض التاتريك في عام 1952  ، وDXM وتم اختباره بنجاح في عام 1954 كجزء من البحرية الأمريكية ووكالة الاستخبارات المركزية الممولة للبحوث حول بدائل غير مخدرة للالكوديين.
وقد تمت الموافقة على  DXM من قبل إدارة الأغذية والعقاقير في عام 1958 باعتبارها أدوية بلا وصفة مضادة للسعال. [33] كما كانت في البداية تأمل، أن يكون DXM حلا لبعض المشاكل المرتبطة باستخدام الكوديين فوسفات كما السعال القامع، ولكنه كان مثل المخدرات والأفيون يسبب الإدمان، ولكن مثل التخدير الفصامي لفينسيكليدينوالكيتامين، DXM في وقت لاحق أصبحت مرتبطة مع الاستخدام غير الطبي للإدمان.
خلال 1960s و1970s، أصبح ديكستروميثورفان متاح في شكل أدوية بلا وصفة طبية واسم العلامة التجارية Romilar. في عام 1973، اتخذRomilar إيقاف المبيعات بسبب سوء الاستخدام المتكرر، وحل محله شراب السعال في محاولة لخفض سوء المعاملة. ومع ظهور الإنترنت على نطاق واسع في 1990s مما يسمح للمستخدمين بسرعة نشر المعلومات عن DXM ، ومجموعات النقاش على الإنترنت تشكلت حول استخدام وحيازة المخدرات. ومنذ عام 1996، أصبح يمكن شراؤها كمسحوقDXM بكميات كبيرة من تجار التجزئة على الإنترنت، مما يسمح للمستخدمين تجنب استهلاك DXM في مستحضرات الشراب. [33 ]و اعتبارًا من 1 يناير 2012، حظر بيع ديكستروميثورفان للقاصرين في ولاية كاليفورنيا، إلا مع وصفة طبيب.
في أندونيسيا، والوكالة الوطنية للمخدرات والرقابة الغذائية (BPOM-RI) يمنع بيع مكون ديكستروميثورفان بشكل وحيد مع أو بدون وصفة طبية. وأندونيسيا هي البلد الوحيد في العالم الذي يجعل ديكستروميثورفان مكون غير قانوني  ويمكن مقاضاة المخالفين بالقانون، وحتى مكتب المخدرات الوطنية الأندونيسية (BNN RI) هددت بإلغاء تراخيص الصيدليات 'ومخازن الأدوية' إذا كانت لا تزال تساهم ببيع الديكستروميثورفان، وقد تصل للمحاكمة الجنائية. ونتيجة لهذا التنظيم، قد تم سحب 130 مخدر من السوق، ولكن الأدوية التي تحتوي على ديكستروميثورفان متعدد المكونات يمكن أن تباع دون وصفة طبية. في إطلاقه رسميًا الصحافة، أكد BPOM-RI أيضًا أن ديكستروميثورفان غالبًا ما يستخدم كبديل للالماريجوانا، المنشطات، والهيروين لدى متعاطي المخدرات، واستخدامه بمثابة مضاد للسعال هو أقل فائدة في الوقت الحاضر.
ويوضح مدير المخدرات، العقلية، والمواد المسببة للإدمان التحكم (NAPZA) BPOM-RI الدكتورDanardiSosrosumihardjo،SpKJ، أن ديكستروميثورفان والمورفين، والهيروين مستمدة من نفس الشجرة، وينص تأثير ديكستروميثورفان ليكون معادلًا ل 1/100 من المورفين وحقن الهيروين. وعلى النقيض، المنتج العلاجي والإشراف NAPZA تنص على أن ديكستروميثورفان، كونه يشبه كيميائيًا لالمورفين، له تأثير أكثر خطورة بكثير ومباشر على الجهاز العصبي المركزي، مما تسبب في انهيار عصبي للمستخدم. كما أنها ادعت، دون ذكر أي دراسة علمية سابقة أو استعراض، وأنه على عكس مستخدمي المورفين، مستخدمين dextrometorphanلا يمكن اعتباره. ويتناقض هذا الادعاء من قبل العديد من الدراسات العلمية التي تبين أن النالوكسون وحده يقدم العلاج الفعال ونتائج علاج واعدة في علاج تسمم وإدمان ديكستروميثورفان  كما ادعى أنطونيا RetnoTyas يوتامي ارتفاع معدلات تعاطي ديكستروميثورفان، بما في ذلك حالة وفاة، في أندونيسيا وإلى مزيد من وضعها في مسألة تشير إلى أن الكوديين، على الرغم من كونه من المواد الأفيونية التي تؤدي للإدمان الجسدي من مضادات للسعال، يمكن أن تتاح كبديل للديكستروميثورفان.

## وصلات خارجية
- U.S. National Library of Medicine: Drug Information Portal - Dextromethorphan
- Nuedexta (dextromethorphan hydrobromide and quinidine sulfate): Prescribing Information (Original Approval Date FDA: October 29, 2010)